# NGC 1341
NGC 1341 este o astronomical radio source⁠(d) situată în constelația Cuptorul. A fost descoperită în 1837 de către John Herschel. Se află la o distanță de 24,91 de megaparseci de Pământ.